# لانس بانجز
لانس بانجز (بالإنجليزية: Lance Bangs)‏ هو منتج أفلام ومخرج أمريكي، ولد في 8 سبتمبر 1972 في ساكرامنتو في الولايات المتحدة.

## وصلات خارجية
- لانس بانجز على موقع IMDb (الإنجليزية)
- لانس بانجز على موقع ألو سيني (الفرنسية)
- لانس بانجز على موقع ميوزك برينز (الإنجليزية)
- لانس بانجز على موقع أول موفي (الإنجليزية)
- لانس بانجز على موقع قاعدة بيانات الأفلام السويدية (السويدية)
- لانس بانجز على موقع أول ميوزيك (الإنجليزية)
- لانس بانجز على موقع ديسكوغز (الإنجليزية)
- لانس بانجز على موقع قاعدة بيانات الفيلم (الإنجليزية)
- لانس بانجز على موقع كينوبويسك (الروسية)